# Eulepidotis junetta
Eulepidotis junetta là một loài bướm đêm trong họ Erebidae.